# Planetologia
Planetologia, ciência planetária ou astronomia planetária é o estudo dos sistemas planetários, isto é, de planetas, seus satélites naturais e outros objetos relacionados, com maior ênfase no sistema Solar. Apesar disso, é crescente o interesse também nos exoplanetas, planetas que não pertencem ao sistema Solar. Em geral, estudam-se todos os objetos não-estelares (ou com dimensão inferior ao necessário para se iniciar uma reação nuclear), onde se incluem os meteoros e cometas.
Esta é uma ciência multidisciplinar, que toma parte das geociências (ciências da Terra), ou melhor, é similar a esta. A planetologia tem se tornado cada vez mais ampla e tem se expandido de forma desproporcional às demais áreas da astronomia. Outras diversas áreas, como física clássica, física nuclear, geologia comparada (astrogeologia), astrobiologia, química, geografia física (geomorfologia e cartografia) e meteorologia tangem a área da planetologia.
Os conhecimentos destas diversas ciências são utilizados para criar modelos dos corpos celestes, que depois são comparados com observações a partir da Terra e de sondas espaciais. A maioria das observações são realizadas sobre corpos do sistema Solar, mas nos últimos anos tornou-se possível descobrir e obter dados sobre planetas mais distantes através da influência que exercem na estrela que orbitam. Uma vez comprovada a veracidade do modelo, este pode ser usado para analisar as teorias da formação de cada planeta e do sistema solar em conjunto. O envio de sondas à superfície dos planetas mais próximos possibilitou a melhoria dos resultados destes tipos de análise.

## Tipos de planetas
Um planeta (do grego πλανήτης, em alfabeto latino, planētēs que significa "errantes") é um corpo de massa considerável que não produz energia através da fusão nuclear. Em 1801, foi descoberto um planeta entre Marte e Júpiter, Ceres. Um ano depois foi descoberto um segundo planeta, mais ou menos à mesma distância, Palas. A ideia de dois planetas partilharem a mesma órbita era uma afronta há milhares de anos de pensamento. Eventualmente, o número destes planetas aumentou para milhares, e foi-lhes dada uma classificação própria e separada – "asteroides". Mais recentemente, e com a evolução dos instrumentos e do conhecimento, novas divisões foram necessárias, especificamente para o largo número de planetas que têm sido descobertos para lá do sistema solar.
Tipos de Planetas:
- Planeta principal (ou simplesmente "planeta") – Planetas que orbitam o Sol.
- Planeta secundário (ou "lua" ou "satélite natural") – Planetas que orbitem outros planetas.
- Planeta menor (ou "asteroide" ou "planetoide") – Planetas com dimensão pequena num grupo lato.
- Planeta menor transneptuniano (ou "planetoide transneptuniano" ou "Kuiper Belt Object" – KBO) – Asteroides semelhantes a cometas que orbitam depois da órbita de Neptuno.
- Planeta extra-solar (ou "exoplaneta") – planetas que orbitem outras estrelas.

Para além destes planetas, existem ainda outro tipo de planetas, que desafiam toda a lógica da evolução planetária, planetas que não orbitam qualquer estrela, caminhando errantes por entre o espaço inter-estelar.
Os planetas podem ser divididos em sub-grupos de várias formas. Por exemplo, os planetas principais podem ser divididos em vários grupos: "Telúricos" (Mercúrio, Vénus, Terra e Marte), "Gasosos" (Júpiter, Saturno, Urano e Neptuno) e "Gelados" (Plutão).
Os planetas extra-solares normalmente seguem dois tipos: os semelhantes a Júpiter (em especial os tipos Super-Júpiter e Júpiter Quente), e os semelhantes à Terra.
Os asteroides foram inicialmente classificados por apenas três tipos: C (carbonáceos), S (silicosos/siliciosos) e M (metálicos), mas com a descoberta de uma imensidade de asteroides, e consequente variedade, esta classificação rapidamente tornou-se obsoleta, hoje em dia, existem asteroides de tipo A, B, D, E, F, G, P, Q, R, T e V.

## Disciplinas

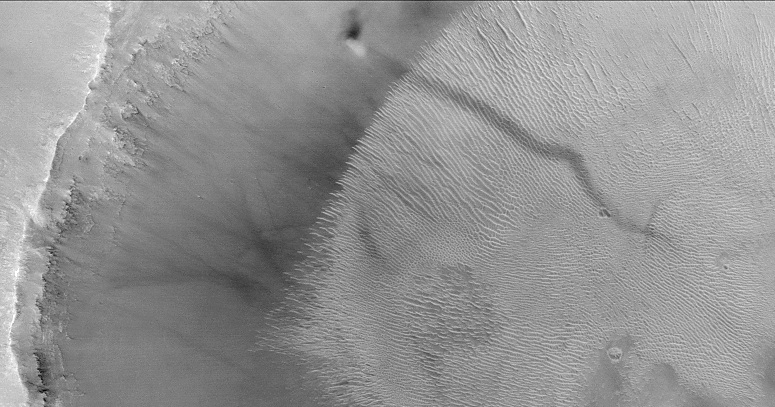
Uma tempestade de areia em Marte, fotografada pela Mars Global Surveyor. O fio longo e escuro é formado por uma coluna giratória e ambulante na atmosfera marciana. As faixas na direita são dunas de areia numa cratera.

Quando a disciplina se concentra em um corpo celeste em particular, usa-se um termo especializado. Heliologia, Geologia, Selenologia e Areologia são usados com mais frequência que os outros.
| Corpo celeste  | Termo        |
| -------------- | ------------ |
| Sol            | Heliologia   |
| Mercúrio       | Hermeologia  |
| Vénus          | Citerologia  |
| Terra          | Geologia     |
| Lua            | Selenologia  |
| Marte          | Areologia    |
| Júpiter        | Zenologia    |
| Saturno        | Kronologia   |
| Urano          | Uranologia   |
| Neptuno/Netuno | Poseidologia |
| Plutão         | Hadeologia   |

## Resultados produzidos por sondas espaciais

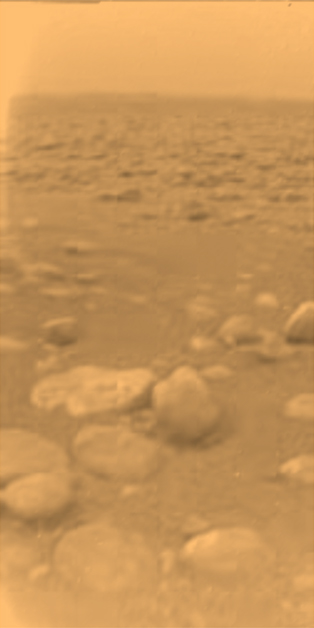
Pormenor da superfície de Titã, pela sonda Huygens. (cortesia ESA)

Actualmente, todos os planetas do Sistema Solar foram observadas por sondas espaciais.
Vénus foi estudado pelas sondas soviéticas Venera, Vega e por sondas americanas. Marte foi estudado pelas missões americanas Mariner, Viking, Mars Global Surveyor, Mars Pathfinder, Mars Odyssey e a actual missão Mars Exploration Rovers. As sondas Voyager foram enviadas para estudar os planetas gasosos. A sonda Galileo estudou Júpiter e as suas luas. A sonda Cassini-Huygens foi enviada para Saturno e revelou dados impressionantes sobre Titã.
Estas sondas revelaram algumas particularidades dos planetas do Sistema Solar. Os estudos mostraram que Vénus é um planeta sob o efeito de estufa onde as sondas foram esmagadas pela enorme pressão atmosférica. Marte possui a maior montanha do sistema solar, o monte Olimpo (ou Olympus Mons) e vestígios de água, possui vulcões, e Europa, Ganímedes e Calisto possuem muito provavelmente um mar interior gelado. A exploração de Titã, a maior lua de Saturno, no início de 2005 e a exploração prolongada dos Mars Exploration Rovers retornaram uma quantidade tal de informação que levará anos a ser digerida e estudada.
Para além das peculiaridades de cada planeta, as sondas determinam resultados gerais como o campo magnético, a massa volúmica, a composição química e a cartografia.